# Thalia (Privat-Theatergesellschaft)
Die Thalia war eine private Theatergesellschaft in Berlin, die von 1790 bis vermutlich 1945 existierte.

## Geschichte

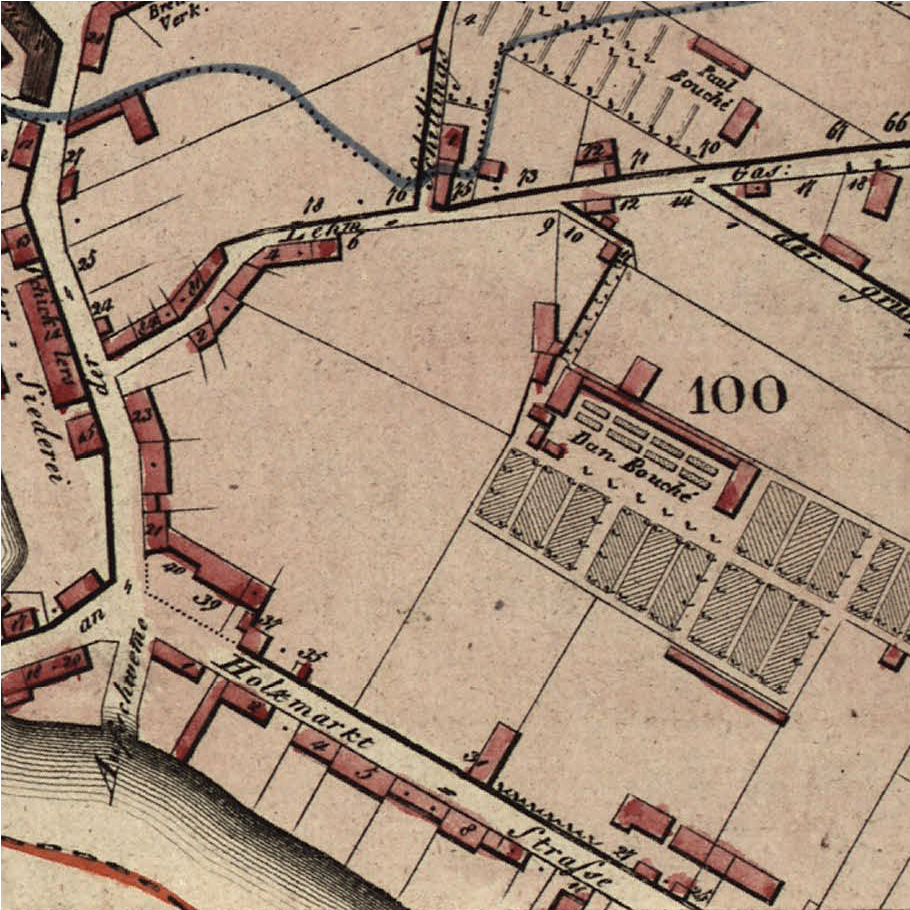
Auszug aus der Karte von Berlin von J. C. Selter, 1804, mit Lage des Theatergebäudes Lehmgasse 9)

Das Jahr 1790 gab die Privat-Theatergesellschaft Thalia selbst als Gründungsdatum an.
Diese Gesellschaft, die anfangs noch keinen Namen hatte, ist wahrscheinlich identisch mit der Privatschauspielergesellschaft, die ab 1800 im Haus des Gärtners Petzold in der Schillinggasse theatralische Vorstellungen gab. Sie wurde daher als Petzoldsche Gesellschaft oder Privatschauspielergesellschaft in der Schillingsgasse bezeichnet. Sie hatte bei der Gründung 9 Mitglieder und der Schneidermeister Werner fungierte als Wirt.
1801 zog die Ressource zur Miete in das Haus des Oberfinanzrats Schomer in der Lehmgasse 9 (ab 1816 Blumenstraße) und nannte sich Familien-Ressource oder Ressource zur Harmonie. Werner ließ im Garten des Grundstücks, mit Zugang über die Lehmgasse 11, ein kleines Theater errichten.
Um die Anordnung des Polizeidirektoriums, dass „keine Privattheater in einem gemietheten Sale geduldet werden sollen“, zu umgehen, kaufte Werner 1803 das Haus im Auftrag der Ressource. Werner war ihr Vorsteher. Im Jahr 1804 hatte die Ressource bereits 50 Mitglieder.
1807 wurde die Harmonie aufgelöst und von Werner und anderen Mitgliedern der Harmonie die Ressource zur Concordia gegründet. Diese wurde auch Familienressource zur Concordia, Concordia, Wernersche Ressource, Ressource in der Lehmgasse oder Privattheater der Ressource im Wernerschen Haus genannt. Als Werner im Jahr 1819 starb, übernahm seine Witwe die Ökonomie.
1820 spaltete sich ein Teil der Ressource ab und zog in die Alexanderstraße 26. Der andere Teil der Ressource erhielt als Privattheatergesellschaft Thalia eine neue Konzession. Es wurden im Sommer sonntags alle ein oder zwei Wochen ein Theaterstück aufgeführt, an dem die Mitglieder der Gesellschaft mitwirkten. Der Zutritt war formal nur durch Kontakt zu einem Mitglied möglich, da es keine offizielle Theaterkonzession gab, de facto konnte jeder es besuchen.
Bis 1842 existierte das Thalia in der Blumenstraße, dann spielte das Theater vorübergehend auf dem Wollankschen Weinberg und zog dann in die Alexanderstraße 26.  1860, nachdem die Concordia sich aufgelöst hatte, erwarb ein Bürgerkonsortium deren Theatergebäude in der Blumenstraße 9 für die Theatergesellschaft Thalia. 1869 wechselte das Theatergebäude den Eigentümer und die Thalia-Gesellschaft zog erst in die Gartenstraße 13–14 und dann in die Lichtenbergerstraße 16. Vermutlich im Mai 1945 wurde die Privattheatergesellschaft Thalia aufgelöst.